# Борчанское сельское поселение (Белгородская область)
Борча́нское сельское поселение — упразднённое муниципальное образование в составе Валуйского района Белгородской области Российской Федерации.
Административный центр — село Борки.
19 апреля 2018 года упразднено при преобразовании Валуйского района в Валуйский городской округ.

## География
Общая площадь поселения: 14570,25 га, в т.ч. земель сельхозугодий: 12349 га. Протяженность дорог: 29,9 км.
Количество подворий: 853 единиц.

## История
Борчанское сельское поселение образовано 20 декабря 2004 года в соответствии с Законом Белгородской области № 159.
При образовании городского округа преобразовано в сельскую территорию.

## Население
| 2010  | 2011  | 2012  | 2013  | 2014  | 2015  | 2016  |
| ----- | ----- | ----- | ----- | ----- | ----- | ----- |
| 1772  | ↘1766 | ↘1703 | ↘1694 | ↘1614 | ↘1593 | ↘1584 |
| 2017  | 2018  |       |       |       |       |       |
| ↗1597 | ↘1586 |       |       |       |       |       |

## Состав сельского поселения
| № | Населённый пункт | Тип населённого пункта       | Население |
| - | ---------------- | ---------------------------- | --------- |
| 1 | Бабка            | хутор                        | ↘87       |
| 2 | Борки            | село, административный центр | ↘655      |
| 3 | Карабаново       | село                         | ↘118      |
| 4 | Кургашки         | хутор                        | ↗104      |
| 5 | Новопетровка     | село                         | ↘532      |
| 6 | Сухарево         | село                         | ↘276      |